# Малий Піджен
Мали́й Пі́джен (англ. Little Pijen) — дрібний острів в складі Багамських островів. В адміністративному відношенні відноситься до району Гранд-Кі.
Острів розташований на півночі архіпелагу Абако між островом Великий Ромерс на південному сході та островами Дабл-Брестед-Кіс на північному заході. Острів округлої форми, 40 м в діаметрі.
| Багамські Острови | Це незавершена стаття з географії Багамських Островів. Ви можете допомогти проєкту, виправивши або дописавши її. |